# How to Be Indie
How to Be Indie (Como Ser Indie no Brasil) é uma série canadense, exibida pela YTV em seu país de origem e no Brasil pelo canal Boomerang. A série mostra a vida da adolescente Indira, ou Indie, que mora com sua família tipicamente indiana e tem que conviver com todos os problemas de costumes e tradições em seu mundo escolar e principalmente com seus amigos.
Como toda adolescente, os problemas na escola sempre aparecem e dessa vez quem está por perto é Carlos Martinelli com seu terrível celular com câmera e planos de espionagem. Claro, que ela sempre consegue se livrar graças a seus melhores amigos Abi, a inteligente e concentrada no futuro, e Marlon, o amigo trapaceiro que sempre arranja uma solução para o impossível.